# Arthur Griffith

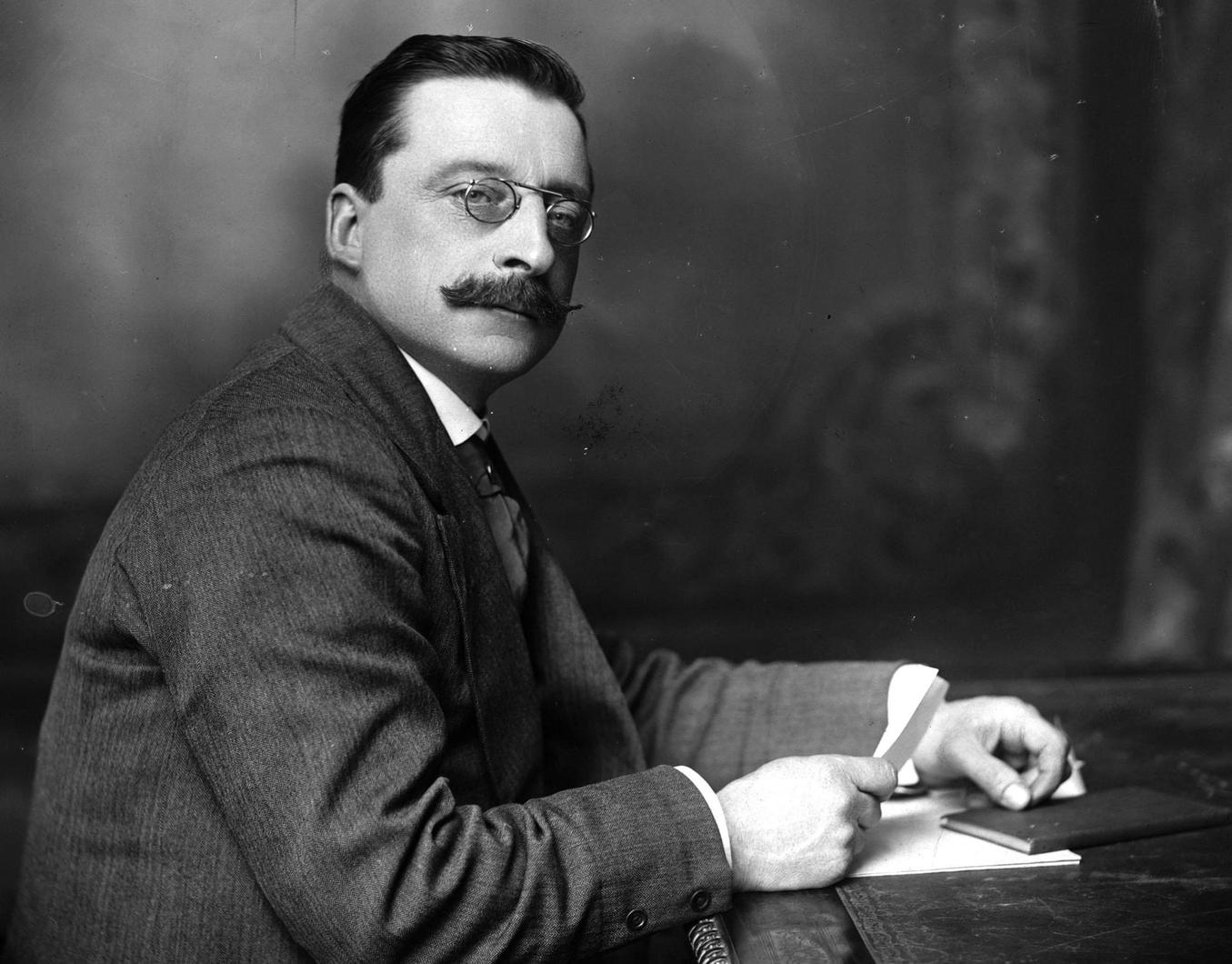
Arthur Griffith

Arthur Griffith (irisch: Art Ó Gríofa; * 31. März 1872 in Dublin; † 12. August 1922 ebenda) war ein irischer Politiker. Von Januar 1922 bis zu seinem Tod war er Präsident der Irischen Republik.

## Leben
Der Sohn katholischer Eltern walisischer Herkunft wurde von Christian Brothers erzogen. Griffith war in seiner Jugend Mitglied der Irish Republican Brotherhood (IRB). Von 1897 bis 1898 besuchte er Südafrika. 1899 war er einer der Gründer der Wochenzeitung The United Irishman. Am 24. November 1910 heiratete Griffith Maud Sheehan, mit der er einen Sohn und eine Tochter bekam.
Griffith gründete 1905 durch den Zusammenschluss verschiedener irisch-patriotischer Vereinigungen die Partei Sinn Féin. Seine Idee war es, aus dem Königreich Großbritannien ein anglo-irisches Königreich mit einem gemeinsamen Monarchen, aber getrennten Regierungen zu bilden, wie dies damals in Österreich-Ungarn der Fall war. 1918 wurde er als Abgeordneter ins britische Parlament gewählt. Wie andere Sinn Féin-Politiker nahm er den Sitz jedoch nicht ein, sondern gründete mit ihnen zusammen das – nicht anerkannte – Irische Parlament, bekannt als First Dáil.
1921 führte Griffith gemeinsam mit Michael Collins die Verhandlungen mit Großbritannien über den Anglo-Irischen Vertrag und den Free State Act. Als Nachfolger von Éamon de Valera war er von Januar bis August 1922 von den Briten nicht anerkannter Präsident des First Dáil und der Irischen Republik und damit Regierungschef, während Collins gleichzeitig die von den Briten geforderte Provisorische Regierung des Irischen Freistaats als Vorsitzender führte.
Er starb am 12. August 1922 an einem Herzversagen. Nur zehn Tage später starb auch Michael Collins, als er von Gegnern des Anglo-Irischen Vertrags erschossen wurde. Am 22. August folgte W. T. Cosgrave den beiden nach und übernahm zunächst die Provisorische Regierung, bevor er im Dezember des Jahres Präsident des Exekutivrates des in Kraft tretenden Irischen Freistaats wurde.
1959 erschien eine Biografie Griffiths von Padraic Colum unter dem Titel Ourselves Alone. Colum war Griffith etwa 55 Jahre zuvor begegnet, als dieser Herausgeber des 1899 von Griffith mitgegründeten The United Irishman war, in dem Colum seine ersten Gedichte veröffentlichte.